# Nginx
Nginx är en resurssnål webbserver och proxy. Den första utgåvan släpptes 2004. Bakom programmet står den ryske programmeraren Igor Sysoev. Nginx webbserver används av 23,45% av den totala registrerade svenska domäner.